# 미야모토 마사카쓰
미야모토 마사카쓰(일본어: 宮本 征勝, 1938년 7월 4일~2002년 5월 7일)는 일본의 축구 선수, 지도자로 선수 시절 포지션은 수비수이다.

## 선수 시절

### 클럽
1938년 7월 4일 일본 이바라키현 히타치시 출생으로 1961년 제프 유나이티드 이치하라 지바 입단 후 1974년 은퇴할 때까지 103경기 19골의 프로 통산 성적을 거두며 일왕배 2회 우승(1961년, 1964년), 1967년 일본 사커 리그 준우승, 1962년 일왕배 준우승을 이끌었고 1966년부터 1968년까지 3년 연속 일본 사커 리그 베스트 11에 선정되는 영예까지 안았다.

### 국가대표팀
1958년 12월 25일 일본 A대표팀에 첫 발탁된 이후 홍콩과의 친선 경기에서 국제 A매치 데뷔전을 치렀고 이후 2번의 올림픽 본선(1964년, 1968년)에 참가하여 1968년 대회에서 일본 축구 역사상 첫 올림픽 메달(동메달) 획득에 기여했고 2번의 아시안 게임(1962년, 1966년)에도 참가하여 1966년 대회 동메달을 이끌었으며 1971년 A매치 통산 44경기 1골의 기록을 남기고 국가대표팀 유니폼을 벗었다.

## 은퇴 이후
1983년부터 1989년까지 혼다 FC의 감독을 맡으며 팀을 1985-86 시즌 리그 3위, 4회 연속 JSL컵 4강, 1987년 일왕배 4강에 올려놓았고 이후 1989년에는 일본 풋살 대표팀의 감독을 맡아 그 해에 열린 1989년 FIFA 풋살 월드컵에 참가했지만 1라운드에서 벨기에, 아르헨티나, 캐나다에 밀려 3전 전패·C조 최하위로 8강 진출에 실패했다. 그리고 1992년부터 1994년까지 J1리그의 가시마 앤틀러스의 감독을 맡으며 J리그 1993과 1993년 일왕배 준우승을 지휘한 뒤 1995년 시미즈 S-펄스의 감독을 역임했으며 2002년 5월 7일 폐렴과의 투병 끝에 이바라키현 미토시에서 향년 63세를 일기로 별세했다.

## 통계

### 국가대표팀
| 일본 | 일본 | 일본 |
| 연도 | 출전 | 득점 |
| ---- | ---- | ---- |
| 1958 | 1    | 0    |
| 1959 | 8    | 0    |
| 1960 | 1    | 0    |
| 1961 | 6    | 0    |
| 1962 | 7    | 0    |
| 1963 | 4    | 0    |
| 1964 | 1    | 0    |
| 1965 | 2    | 1    |
| 1966 | 5    | 0    |
| 1967 | 1    | 0    |
| 1968 | 2    | 0    |
| 1969 | 2    | 0    |
| 1970 | 0    | 0    |
| 1971 | 4    | 0    |
| 통산 | 44   | 1    |